# Golfo di Suez
Il golfo di Suez (arabo: خليج السويس , traslitterato: Khalyj as-Suways, anticamente: بحر القلزم, traslitterato: baḥar al-qulzum) è un braccio di mare che separa l'Africa nord-orientale dalla penisola del Sinai. 

## Geografia
Il golfo è un tratto del mar Rosso, che nella sua parte settentrionale si biforca in due rami, con il ramo occidentale che prende il nome di golfo di Suez, mentre il ramo orientale si chiama golfo di Aqaba; i due rami delimitano la penisola del Sinai. Nella estremità nord del golfo si trova la città egiziana di Suez all'imboccatura meridionale del Canale di Suez.
Il golfo di Suez è lungo 316 km, da Suez all'estremo punto sud di Ras Mohammed ed ha una larghezza che varia da un massimo di circa 65 km nel punto di imbocco, ad un minimo di 19 km, con una profondita massima di 70 m e una profondità media di 40 metri.